# Championnat National 2 2024-25
El Championnat National 2 2024-25 es la 27.ª temporada de la cuarta división del sistema de ligas de fútbol francés en su formato actual. Esta temporada, la competición la disputaron 48 clubes divididos geográficamente en tres grupos de 16 equipos. 11 clubes ascendieron desde el Championnat National 3 y cuatro descendieron desde el Championnat National, el nivel superior. La temporada anterior contó con 56 clubes divididos en cuatro grupos con cinco clubes descendidos cada uno; la reducción de equipos es parte de una reestructuración del sistema de la liga de fútbol francesa entre 2022 y 2026. 
Entre los equipos se incluyen clubes amateurs y semiprofesionales y los equipos de reserva de clubes profesionales, cuyo máximo nivel en el que poder competir es este. El 1 de agosto de 2024, el FC Girondins de Bordeaux descendió directamente de la Ligue 2 al Championnat National 2 por estar en situación de administración financiera.  

## Equipos

### Ascensos y descensos
| Pos. | Descendidos de Championnat National |
| ---- | ----------------------------------- |
| 13.º | Nancy                               |
| 14.º | Bourg-Péronnas                      |
| 15.º | Stade Briochin                      |
| 16.º | Le Puy Foot                         |
| 17.º | París 13 Atlético                   |
| 18.º | Bastia-Borgo                        |

| Pos.      | Ascendidos de Championnat National 3 |
| --------- | ------------------------------------ |
| 1.º Grupo | FC Libourne                          |
| 1.º Grupo | La Roche VF                          |
| 1.º Grupo | Avoine Olympique Chinon Cinais       |
| 1.º Grupo | AS Cannes                            |
| 1.º Grupo | UF Mâconnais                         |
| 1.º Grupo | ASC Biesheim                         |
| 1.º Grupo | AS Béziers                           |
| 1.º Grupo | Entente Feignies Aulnoye FC          |
| 1.º Grupo | AF Virois                            |
| 1.º Grupo | Dinan Léhon FC                       |
| 1.º Grupo | FCM Aubervilliers                    |
| 1.º Grupo | FC Bourgoin-Jallieu                  |

### Grupo A
| Club                     | Ciudad              | Estadio                   |
| ------------------------ | ------------------- | ------------------------- |
| Andrézieux Bouthéon FC   | Andrézieux-Bouthéon | L'Envol Stadium           |
| Angoulême CFC            | Angulema            | Stade Camille-Lebon       |
| AS Cannes                | Cannes              | Stade Pierre de Coubertin |
| AS Saint-Priest          | Saint-Priest        | Stade Jacques-Joly        |
| Bergerac Périgord FC     | Bergerac            | Stade de Campréal         |
| ÉFC Fréjus Saint-Raphaël | Saint-Raphaël       | Stade Louis-Hon           |
| GFA Rumilly Vallières    | Rumilly             | Stade des Grangettes      |
| GOAL FC                  | Chasselay           | Stade Ludovic Giuly       |
| Hyères FC                | Hyères              | Stade Perruc              |
| Istres FC                | Istres              | Stade Parsemain           |
| Jura Sud Foot            | Moirans-en-Montagne | Stade Municipal           |
| Le Puy Foot              | Le Puy-en-Velay     | Stade Charles-Massot      |
| Les Genêts d'Anglet      | Anglet              | Stade Saint-Jean          |
| Marignane Gignac FC      | Marignane           | Stade Saint-Exupéry       |
| RC Pays de Grasse        | Grasse              | Stade de la Paoute        |
| SC Toulon                | Tolón               | Stade Bon Rencontre       |

### Grupo B
| Club                         | Ciudad                   | Estadio                     |
| ---------------------------- | ------------------------ | --------------------------- |
| Blois Football 41            | Blois                    | Stade des Allées Jean-Leroi |
| Bourges Foot 18              | Bourges                  | Stade Jacques-Rimbault      |
| Dinan Léhon FC               | Dinan                    | Stade du Clos Gastel        |
| FC Girondins de Burdeos      | Burdeos                  | Por determinar              |
| La Roche VF                  | La Roche-sur-Yon         | Stade Henri-Desgrange       |
| Le Poiré-sur-Vie VF          | Le Poiré-sur-Vie         | Stade de l'Idonnière        |
| Les Herbiers VF              | Les Herbiers             | Stade Massabielle           |
| Olympique de Saumur          | Saumur                   | Stade des Rives du Thouet   |
| Saint-Pryvé Saint-Hilaire FC | Saint-Pryvé-Saint-Mesmin | Stade du Grand Clos         |
| SC Locminé                   | Locminé                  | Stade du Pigeon Blanc       |
| Stade Briochin               | Saint-Brieuc             | Stade Fred-Aubert           |
| Stade Poitevin FC            | Poitiers                 | Stade Michel-Amand          |
| US Avranches                 | Avranches                | Stade René-Fenouillère      |
| US Granville                 | Granville                | Stade Louis-Dior            |
| US Saint-Malo                | Saint-Malo               | Stade de Marville           |
| Voltigeurs de Châteaubriant  | Châteaubriant            | Stade de la Ville en Bois   |

### Grupo C
| Club                        | Ciudad          | Estadio                     |
| --------------------------- | --------------- | --------------------------- |
| AS Beauvais Oise            | Beauvais        | Stade Pierre-Brisson        |
| AS Furiani-Agliani          | Furiani         | Stade Erbajolo              |
| AS Villers-Houlgate         | Villers-sur-Mer | Stade André Salesse         |
| ASC Biesheim                | Biesheim        | Stade Municipal             |
| Entente Feignies Aulnoye FC | Feignies        | Complexe Didier-Eloy        |
| FC 93                       | Bobigny         | Stade Auguste Delaune       |
| FC Balagne                  | L'Île-Rousse    | Stade Jacques Ambroggi      |
| FC Chambly Oise             | Chambly         | Stade Walter-Luzi           |
| FC Fleury 91                | Fleury-Mérogis  | Stade Walter Felder         |
| FCM Aubervilliers           | Aubervilliers   | Stade André-Karman          |
| FR Haguenau                 | Haguenau        | Parc des Esports            |
| SAS Épinal                  | Épinal          | Stade de la Colombière      |
| US Chantilly                | Chantilly       | Stade des Bourgognes        |
| US Créteil-Lusitanos        | Créteil         | Stade Dominique-Duvauchelle |
| US Thionville Lusitanos     | Thionville      | Stade de Guentrange         |
| Wasquehal Football          | Wasquehal       | Stade Lucien-Montagne       |

## Clasificaciones

### Grupo A
| Pos. | Equipo               | Pts. | PJ | G  | E  | P  | GF | GC | Dif. | Ascenso o descenso    |
| ---- | -------------------- | ---- | -- | -- | -- | -- | -- | -- | ---- | --------------------- |
| 1    | Le Puy (C, A)        | 59   | 30 | 17 | 8  | 5  | 48 | 17 | +31  | Ascenso a National    |
| 2    | Cannes               | 55   | 30 | 15 | 10 | 5  | 57 | 30 | +27  |                       |
| 3    | Toulon               | 48   | 30 | 13 | 9  | 8  | 44 | 35 | +9   |                       |
| 4    | Grasse               | 45   | 30 | 11 | 12 | 7  | 40 | 29 | +11  |                       |
| 5    | Hyères               | 45   | 30 | 11 | 12 | 7  | 34 | 25 | +9   |                       |
| 6    | Angoulême            | 43   | 30 | 10 | 13 | 7  | 28 | 28 | 0    |                       |
| 7    | Saint-Priest         | 42   | 30 | 11 | 9  | 10 | 32 | 33 | −1   |                       |
| 8    | Fréjus Saint-Raphaël | 38   | 30 | 9  | 12 | 9  | 33 | 36 | −3   |                       |
| 9    | Istres               | 38   | 30 | 11 | 5  | 14 | 40 | 48 | −8   |                       |
| 10   | Rumilly-Vallières    | 37   | 30 | 8  | 13 | 9  | 35 | 35 | 0    |                       |
| 11   | Andrézieux           | 37   | 30 | 9  | 10 | 11 | 35 | 26 | +9   |                       |
| 12   | Marignane Gignac     | 35   | 30 | 9  | 8  | 13 | 29 | 43 | −14  |                       |
| 13   | Bergerac             | 34   | 30 | 9  | 7  | 14 | 34 | 49 | −15  |                       |
| 14   | GOAL FC (D)          | 32   | 30 | 10 | 6  | 14 | 33 | 53 | −20  | Descenso a National 3 |
| 15   | Jura Sud (D)         | 29   | 30 | 5  | 14 | 11 | 28 | 36 | −8   | Descenso a National 3 |
| 16   | Anglet (D)           | 20   | 30 | 4  | 8  | 18 | 25 | 50 | −25  | Descenso a National 3 |

 Fuente: soccerway
Criterios de clasificación: 1) puntos 2) resultados directos 3) diferencia de goles directa 4) diferencia de goles 5) goles a favor 6) puntos de fair play 7) sorteo
Notas:
1. ↑  Se le dedujo un punto a Fréjus Saint-Raphaël
2. ↑  Se le quitaron 6 puntos a GOAL FC, pero se redujo la sanción a 4 puntos

### Grupo B
| Pos. | Equipo                    | Pts. | PJ | G  | E  | P  | GF | GC | Dif. | Ascenso o descenso    |
| ---- | ------------------------- | ---- | -- | -- | -- | -- | -- | -- | ---- | --------------------- |
| 1    | Stade Briochin (C, A)     | 59   | 30 | 18 | 5  | 7  | 49 | 34 | +15  | Ascenso a National    |
| 2    | Les Herbiers              | 55   | 30 | 16 | 7  | 7  | 53 | 24 | +29  |                       |
| 3    | Saint-Malo                | 53   | 30 | 14 | 11 | 5  | 43 | 27 | +16  |                       |
| 4    | Bordeaux                  | 48   | 30 | 14 | 6  | 10 | 38 | 32 | +6   |                       |
| 5    | La Roche                  | 48   | 30 | 13 | 9  | 8  | 42 | 27 | +15  |                       |
| 6    | Blois                     | 47   | 30 | 13 | 8  | 9  | 46 | 36 | +10  |                       |
| 7    | SC Locminé                | 46   | 30 | 13 | 7  | 10 | 39 | 33 | +6   |                       |
| 8    | Bourges                   | 41   | 30 | 10 | 11 | 9  | 46 | 43 | +3   |                       |
| 9    | Avranches                 | 41   | 30 | 11 | 8  | 11 | 46 | 43 | +3   |                       |
| 10   | Dinan Léhon               | 38   | 30 | 10 | 8  | 12 | 38 | 49 | −11  |                       |
| 11   | Châteaubriant             | 37   | 30 | 9  | 10 | 11 | 36 | 43 | −7   |                       |
| 12   | Saint-Pryvé Saint-Hilaire | 36   | 30 | 9  | 9  | 12 | 40 | 37 | +3   |                       |
| 13   | Stade Poitevin            | 33   | 30 | 8  | 9  | 13 | 36 | 48 | −12  |                       |
| 14   | Granville (D)             | 32   | 30 | 8  | 8  | 14 | 36 | 47 | −11  | Descenso a National 3 |
| 15   | Saumur (D)                | 28   | 30 | 7  | 7  | 16 | 28 | 51 | −23  | Descenso a National 3 |
| 16   | Poiré sur Vie (D)         | 14   | 30 | 3  | 5  | 22 | 18 | 58 | −40  | Descenso a National 3 |

 Fuente: soccerway
Criterios de clasificación: 1) puntos 2) resultados directos 3) diferencia de goles directa 4) diferencia de goles 5) goles a favor 6) puntos de fair play 7) sorteo

### Grupo C
| Pos. | Equipo               | Pts. | PJ | G  | E  | P  | GF | GC | Dif. | Ascenso o descenso    |
| ---- | -------------------- | ---- | -- | -- | -- | -- | -- | -- | ---- | --------------------- |
| 1    | Fleury (C, A)        | 59   | 30 | 17 | 8  | 5  | 48 | 24 | +24  | Ascenso a National    |
| 2    | FC 93                | 53   | 30 | 16 | 5  | 9  | 42 | 35 | +7   |                       |
| 3    | Chambly              | 48   | 30 | 13 | 12 | 5  | 48 | 31 | +17  |                       |
| 4    | Thionville           | 47   | 30 | 13 | 8  | 9  | 48 | 39 | +9   |                       |
| 5    | Créteil              | 42   | 30 | 11 | 9  | 10 | 35 | 29 | +6   |                       |
| 6    | Balagne              | 41   | 30 | 11 | 11 | 8  | 54 | 44 | +10  |                       |
| 7    | Beauvais             | 41   | 30 | 11 | 8  | 11 | 33 | 31 | +2   |                       |
| 8    | Furiani-Agliani      | 41   | 30 | 10 | 13 | 7  | 36 | 35 | +1   |                       |
| 9    | Feignies Aulnoye     | 40   | 30 | 11 | 7  | 12 | 42 | 35 | +7   |                       |
| 10   | Biesheim             | 40   | 30 | 10 | 10 | 10 | 42 | 37 | +5   |                       |
| 11   | Épinal               | 37   | 30 | 9  | 10 | 11 | 40 | 40 | 0    |                       |
| 12   | Haguenau             | 37   | 30 | 10 | 7  | 13 | 38 | 44 | −6   |                       |
| 13   | Chantilly            | 36   | 30 | 8  | 12 | 10 | 36 | 46 | −10  |                       |
| 14   | Wasquehal (D)        | 31   | 30 | 9  | 4  | 17 | 26 | 47 | −21  | Descenso a National 3 |
| 15   | Aubervilliers (D)    | 24   | 30 | 4  | 12 | 14 | 41 | 53 | −12  | Descenso a National 3 |
| 16   | Villers-Houlgate (D) | 23   | 30 | 5  | 8  | 17 | 25 | 64 | −39  | Descenso a National 3 |

 Fuente: soccerway
Criterios de clasificación: 1) puntos 2) resultados directos 3) diferencia de goles directa 4) diferencia de goles 5) goles a favor 6) puntos de fair play 7) sorteo
Notas:
1. ↑  Se le dedujeron tres puntos a Chambly Oise
2. ↑  Se le dedujeron tres puntos a Balagne.
3. ↑  Se le dedujeron dos puntos a Furiani-Agliani